# Madrider Mitteilungen
Die Madrider Mitteilungen sind eine seit 1960 jährlich erscheinende archäologische Fachzeitschrift, die von der Abteilung Madrid des Deutschen Archäologischen Instituts herausgegeben wird. Schwerpunktmäßig beschäftigt sie sich mit der Archäologie und Geschichte der Iberischen Halbinsel und Nordwestafrikas und ihren Nachbardisziplinen von der ur- und frühgeschichtlichen Zeit bis zur Zeit der Reconquista. Beiträge werden – nach einem Peer-Review-Verfahren – sowohl in deutscher, spanischer und portugiesischer als auch in französischer und englischer Sprache veröffentlicht.
Ursprünglich erschien der Titel beim F. H. Kerle Verlag in Heidelberg und anschließend beim Verlag Philipp von Zabern in Mainz, um später zum Dr. Ludwig Reichert Verlag in Wiesbaden zu gehen, wo sie von Band 45, 2004 bis Band 61, 2020 erschienen. Seither erscheinen sie im Verlag Schnell und Steiner in Regensburg.